# Ruth Nimbach
Ruth Nimbach (* 15. September 1916 in Berlin; † 2011 in Berlin) war eine deutsche Schauspielerin.

## Leben und Wirken
Die Tochter des Diplomkaufmanns Adolph Nimbach besuchte ein Lyzeum und ließ sich anschließend, Mitte der 1930er Jahre, am Sternschen Konservatorium und an der Schauspielschule von Julia Serda-Junkermann ausbilden. Ihre Bühnenlaufbahn begann Ruth Nimbach 1936 am Alten Theater Leipzig. Über Osnabrück kam sie 1938 ans Kasseler Staatstheater. Von 1940 bis 1943 spielte Nimbach am Stadttheater Nürnberg, danach blieb sie bis Kriegsende 1945 ohne Festengagement. 1947 nahm Ruth Nimbach mit einer Verpflichtung an Berlins Komödie ihre Theaterarbeit wieder auf. Seitdem spielte die Künstlerin an diversen Bühnen ihrer Heimatstadt, darunter das Hebbel-Theater, die Tribüne und das Theater am Kurfürstendamm.
Im Film, bei dem Ruth Nimbach 1937 ihren bis Kriegsende weitgehend isoliert gebliebenen Einstand gegeben hatte, trat die Künstlerin erst zu Beginn der 1950er Jahre regelmäßig auf. Sie spielte alle Arten von Nebenrollen, vom Hausmädchen (in Fahrt ins Glück) bis zur Prinzessin (in Der Froschkönig). In den frühen 60er Jahren begann das Fernsehen in Ruth Nimbachs Karriere an Bedeutung zu gewinnen. Dort hatte sie vor allem seit Mitte der 80er Jahre durchgehende Nebenrollen in beliebten ZDF-Serien wie Ein Heim für Tiere, Wie gut, daß es Maria gibt und Diese Drombuschs.
Ruth Nimbach hat auch als Synchronsprecherin gearbeitet; unter anderem war sie die deutsche Stimme von Giulietta Masina in den Fellini-Klassikern La strada und Die Nächte der Cabiria. In den frühen Nachkriegsjahren trat sie auch in Rundfunkproduktionen auf, sowohl in Hamburg (für den NWDR) als auch in Berlin (für den RIAS).
Ruth Nimbach war mit dem Juristen Wilhelm Glaubrecht verheiratet; aus beider Ehe ging der Schauspieler Frank Glaubrecht hervor.
Sie starb 2011 und ist auf dem Friedhof Berlin-Zehlendorf beerdigt.

## Filmografie
- 1937: Ballerina
- 1939: Legion Condor
- 1944/48: Fahrt ins Glück
- 1951: Stips
- 1952: Die Spur führt nach Berlin
- 1953: Heimlich, still und leise
- 1954: Die tolle Lola
- 1954: Streit um Percy (TV)
- 1954: Emil und die Detektive
- 1954: Der Froschkönig
- 1956: Frucht ohne Liebe
- 1958: Die Drehbühne (TV)
- 1958: Der eiserne Gustav
- 1959: Herbert Engelmann (TV)
- 1959: So angelt man keinen Mann
- 1960: Die junge Sünderin
- 1961: Blond muß man sein auf Capri
- 1962: Eheinstitut Aurora
- 1962: Kleine Geschäfte (TV)
- 1962: Schule der Gattinnen (TV)
- 1963: Berlin-Melodie (TV)
- 1965: Unser Pauker (TV-Serie, drei Folgen)
- 1965: Es geschah in Berlin (eine Folge)
- 1966: Vater einer Tochter (TV)
- 1966: Schnappschüsse – Streiflichter aus der Dunkelkammer (TV-Serie, vier Folgen)
- 1968: Berliner Antigone (TV)
- 1972: Der Fall Opa (TV)
- 1975: Tadellöser & Wolff (TV)
- 1978: Ein Mann will nach oben (TV-Serie, eine Folge)
- 1979: Die Koblanks (TV-Serie, zwei Folgen)
- 1980: Leute wie du und ich (TV-Serie, eine Folge)
- 1983: Der Schnüffler
- 1985–1990: Ein Heim für Tiere (TV-Serie, vier Folgen)
- 1986: Berliner Weiße mit Schuß (TV-Serie, eine Folge)
- 1989: Schweinegeld – Ein Märchen der Gebrüder Nimm
- 1990–1991: Wie gut, daß es Maria gibt (TV-Serie, 23 Folgen)
- 1991: Viel Rummel um den Skooter (TV-Serie, eine Folge)
- 1994: Diese Drombuschs (TV-Serie, vier Folgen)
- 1996: Die Stadtindianer (TV-Serie, eine Folge)
- 1999: Picknick im Schnee (TV)
- 1999: Operation Phoenix – Jäger zwischen den Welten (TV-Serie, eine Folge)
- 2001: Gregors größte Erfindung (Kurzfilm)

## Hörspiele (Auswahl)
- 1957: Paul Schaaf: Für zwei Mark fünzig Glück. Heiteres Spielchen von Paul Schaaf (Carola) – Komposition: Heinrich Riethmüller, Regie: Ivo Veit (RIAS Berlin)
- 1962: Thierry: Pension Spreewitz (Herr Dünnbier, der Schläger, Folge 116, Erstsendung am 7. Juli 1962) (Fräulein Krell) – Regie: Ivo Veit (RIAS Berlin)
- 1975: Erich Jakob: Bruno Brieses Bräute. Damals war’s – Geschichten aus dem alten Berlin (Bruno Briese) (Geschichte Nr. 23 in 10 Folgen) (Kellnerin Wanda) – Regie: Ivo Veit (RIAS Berlin)